# I Just Can't Breathe...
「I Just Can't Breathe...」（アイ・ジャスト・キャント・ブリーズ…）は、日本のバンドthe brilliant greenの20枚目のシングル。2010年8月18日リリース。

## 解説
ワーナーミュージック・ジャパン移籍後の第3作であり、オリジナルアルバム『BLACKOUT』の先行シングル。
初回生産盤にはミュージック・ビデオの収録されたDVDが付属する。

## 収録曲
全曲、作詞：Tomoko Kawase・作曲/編曲：Shunsaku Okuda
1. I Just Can't Breathe...
2. It Really Makes My Day !
3. 冷たい花 -Acoustic version-
4thシングル曲「冷たい花」のアコースティックバージョン。

### DVD
1. I Just Can't Breathe... MUSIC VIDEO

## 収録アルバム
- BLACKOUT（#1）